# یوشییوکی کاتو
یوشییوکی کاتو (ژاپنی: 加藤 善之؛ زادهٔ ۲۴ ژوئیهٔ ۱۹۶۴) یک بازیکن فوتبال اهل ژاپن است.
از باشگاه‌هایی که در آن بازی کرده‌است می‌توان به باشگاه فوتبال توکیو وردی و باشگاه فوتبال آویسپا فوکوئوکا اشاره کرد.